# Aero Boero AB-210
L'Aero Boero AB-210 est un quadriplace utilitaire et de tourisme argentin dérivé de l’AB-180, doté d’un moteur à injection plus puissant et, pour la première fois dans la série Aero Boero, d’un train tricycle. Le prototype a effectué son premier vol le 21 avril 1971. Un second exemplaire fut construit, mais aucune production ne fut lancée. Le 1er prototype a ensuite été modifié en AB-260… qui est également resté sans suite.